# 多佛城堡
多佛城堡（英語：Dover Castle）是位於英國英格蘭肯特郡城市多佛的一座中世紀城堡，始建於12世紀。由於多佛城堡在防禦上有著重要意義，因此有「英格蘭之鑰」之稱。多佛城堡是英格蘭規模最大的城堡。

## 外部連結
- Dover Castle page（页面存档备份，存于） at the English Heritage website.
- Bibliography of sources relating to Dover Castle（页面存档备份，存于）
- Friends of Dover Castle（页面存档备份，存于）